# Mortal Kombat 11
Mortal Kombat 11 è un videogioco picchiaduro sviluppato da NetherRealm Studios, undicesimo titolo della serie picchiaduro di Mortal Kombat, nonché sequel diretto di Mortal Kombat X. Annunciato al The Game Awards 2018, il gioco è stato pubblicato in tutto il mondo il 23 aprile 2019 da Warner Bros. Interactive Entertainment per PlayStation 4, Xbox One, Microsoft Windows e Nintendo Switch ed è stato scelto per essere tra i 12 giochi disponibili al lancio di Google Stadia il 19 novembre 2019.
Ha avuto una closed beta (ossia una parte del gioco già da provare per gli utenti che lo hanno prenotato inserendo un codice fornito dal venditore) la cui disponibilità in Italia è durata tra il 27 marzo (ore 16:00 in Italia) e il 1º aprile (ore 08:59 in Italia).
Il videogioco è stato sviluppato su una versione "radicalmente diversa" dell'Unreal Engine 3, ciò è stato confermato dallo sviluppatore Jon Greenberg, responsabile dell'unità Graphics Programming di NetherRealm Studio.
In data 2 luglio 2021 il team NetherRealm Studio ha annunciato di aver concluso il supporto al gioco e lo sviluppo di nuovi contenuti scaricabili per il gioco.

## Trama
In Mortal Kombat X, Shinnok (un Dio Aziano) è stato sconfitto da Cassie Cage (figlia di Jonny Cage). Raiden, tuttavia, è stato corrotto nel tentativo di purificare il Jinsei, fonte di equilibrio per la Terra, dalla corruzione di Shinnok. A causa di ciò, Raiden ha assunto una personalità più maligna e sta torturando Dio Anziano caduto nella Camera del Jinsei; sebbene Raiden sia ancora fedele alla sua missione di proteggere la Terra, annuncia di aver esaurito la sua pazienza nei confronti di chiunque abbia osato attaccarla. Il dio annuncia quindi a Shinnok che sarà uno dei primi a cadere, poi lo decapita e si teletrasporta nel Regno Occulto per consegnare la sua testa a Liu Kang e Kitana, come visto nell'epilogo di Mortal Kombat X. Successivamente, appare Kronika, la titanide guardiana del tempo (madre di Shinnok e Cetrion), che esprime il suo disappunto per i tentativi di Raiden di aver ostacolato i suoi piani per una Nuova Era e decide dunque di passare all'azione.
Poco dopo, una squadra delle Forze Speciali, guidata da Sonya Blade, sua figlia Cassie Cage e Jacqui Briggs, assalta la cattedrale di Shinnok nel Regno Occulto, aiutata da Raiden che funge da diversivo. L'assalto riesce, ma Sonya si sacrifica per salvare il resto della squadra e permettere a sua figlia e ai suoi uomini di fuggire. Intanto, Liu Kang e Kitana - ora due Revenant  nonché nuovi sovrani del Regno Occulto - incontrano Kronika, con la quale stringono un'alleanza: lo scopo è quello di creare una nuova era senza Raiden. Kronika causa allora un'anomalia temporale nel Regno Esterno, nel momento in cui l'imperatore, Kotal Kahn stava per giustiziare l'avido esattore dei tributi Kollector della razza Naknada per tradimento. A causa dell'anomalia, nel Colosseo ove si stanno svolgendo i fatti compaiono le versioni del passato di Shao Kahn, Skarlet, Baraka, Kano, Erron Black, Jade, Kung Lao, Kitana, Raiden e Liu Kang (che nella loro epoca si trovavano al Torneo del Regno Esterno, poco prima della morte di Lao in Mortal Kombat); contemporaneamente, nel Quartier Generale delle Forze Speciali appaiono anche le versioni del passato di Johnny Cage, Sonya Blade e Jax Briggs; inoltre, di fronte ai presenti del Quarter Generale, il Raiden del presente viene cancellato dall'esistenza. Nel Colosseo di Kotal Kahn si svolge una battaglia tra quest'ultimo - affiancato dai guerrieri della Terra - e Shao Kahn - spalleggiato a sua volta dai suoi fedeli (Kano, Erron Black, Baraka e Skarlet); lo scontro termina in un pareggio quando D'Vorah mette in salvo Shao Kahn e il suo seguito, che vengono subito dopo reclutati da Kronika.
Il Raiden del passato si allea con Kotal Kahn e, mentre quest'ultimo segue Jade, un tempo sua amante, Raiden va con Kung Lao e Liu Kang al Quartier Generale delle Forze Speciali, dove i Cassie Cage, Jacqui e Johnny  del presente spiegano tutti gli eventi accaduti ai loro alter-ego del passato. Scoprono poi che, nei sotterranei dell'Accademia Wu Shi dove risiedono i monaci shaolin, è immagazzinata una fontana di energia Jinsei, la forza vitale della Terra. Kung Lao e Liu Kang investigano ma l'accademia viene invasa dalle forze nemiche, che comprendono i Revenant dei due monaci nonché un individuo misterioso, che si rivela essere Geras, subordinato di Kronika; poiché possiede grandi poteri sul tempo - tra cui quello di risorgere ogni volta che viene ucciso - Geras sconfigge facilmente i due e se ne va con le fiale del Jinsei. Intanto, Kuai Liang (Sub-Zero) e Hanzo Hasashi (lo Scorpion del presente) vengono invece mandati in una fabbrica del Cyber Lin Kuei gestita da Sektor. Con l'aiuto di Cyrax i due spengono la fabbrica ma la loro vittoria è temporanea, in quanto Geras riavvia Sektor, che ricostruisce l'esercito cibernetico. A unirsi all'alleanza di Kronika arrivano anche Erron Black, il Kano del passato e quello del presente, nonché Frost, ex-allieva di Sub-Zero. Quanto a Raiden, egli consulta gli Dei Anziani, ma incontra solo Cetrion, figlia di Kronika e sorella di Shinnok, che gli consiglia di trovare la madre, in quanto è il modo migliore, se non l'unico, per sconfiggerla. Intanto, mentre Kronika riesce ad attirare dalla sua parte anche il Jax del presente, caduto in depressione dopo la morte di sua moglie, Kotal Kahn e Jade si dirigono verso un accampamento dei Tarkata, in modo da farli passare dalla loro parte. Kotal, però, si fa sopraffare dall'odio verso i Tarkata in quanto essi lo tradirono in passato. Jade è quindi costretta a fermarlo con la forza e i due vengono catturati da Shao Kahn, giunto sul posto nel frattempo.
Frattanto, la base delle Forze Speciali viene attaccata dal Dragone Nero e dal Cyber Lin Kuei. Nonostante i tentativi del Johnny del presente e di Cassie di fermarli, le versioni del passato di Johnny e Sonya vengono portate via da Kano e la base delle Forze Speciali viene completamente distrutta dall'autodistruzione di Sektor. Raiden riesce però a portare in salvo tutti i suoi alleati. Cassie è dunque costretta a guidare un team d'assalto per salvare al più presto i suoi genitori del passato (dato che la loro morte cancellerebbe anche lei dall'esistenza), che si trovano in un Fight Klub gestito da Kano. Sonya riesce a evadere grazie all'intervento della figlia e, sebbene il Johnny Cage del passato rischi più volte di venire ucciso, Sonya lo salva e uccide il Kano del passato, cancellando così dall'esistenza anche quello del presente. Nel frattempo, i Kitana, Liu Kang e Kung Lao del passato riescono a portare gli Shokan (guidati dalla principessa Sheeva) e i Tarkata dalla loro parte, seppur non senza difficoltà; con il loro aiuto, Kitana guida un attacco contro Shao Kahn, sconfiggendolo e salvando Kotal Kahn. Egli, indebolito dalle ferite, cede il trono di Kahn a Kitana stessa. Raiden invia invece il Jax del passato e Jacqui a recuperare la Corona delle Anime dall'isola di Shang Tsung, ora in rovina. I due vengono però ostacolati dal Jax del presente, ora al servizio di Kronika, e da Cetrion, che li costringe a cedere la Corona.
Raiden, scoperto che la Clessidra di Kronika si trova nel Mare di Sangue, incarica Scorpion di portare Charon dalla sua parte, in quanto questi è il traghettatore delle anime dannate nel Regno Occulto e sarà fondamentale per trasportare l'alleanza alla Clessidra. Scorpion lotta con il suo sé stesso del passato e riesce a persuaderlo a unirsi a Raiden; in quel momento, tuttavia, D'Vorah attacca lo Scorpion del presente e lo ferisce mortalmente tramite il suo veleno, anche se è costretta a fuggire quando lo Scorpion del passato recide i suoi arti da insetto. Agonizzante, Hasashi chiede alla sua versione del passato di proteggere lo Shirai Ryu e di non permettergli di venire consumato dalla vendetta. Scorpion ritorna così nei Giardini di Fuoco dello Shirai Ryu, dove si trova Raiden, il quale, credendo che non sia cambiato affatto, lo attacca. Il dio del tuono utilizza addirittura l'Amuleto di Shinnok e Liu Kang decide quindi di intervenire. Raiden lo affronta e, proprio mentre i due stanno preparando il loro colpo di grazia, Raiden capisce improvvisamente che non è la prima volta che si combattono e che anzi si erano affrontati in miriadi di altre linee temporali: sebbene i dettagli di ognuna siano diversi da quelli delle altre, tutte comprendono il combattimento cruciale fra Raiden e Liu Kang che si conclude regolarmente con la morte di Liu Kang. Capendo che tutto questo fa parte delle macchinazioni di Kronika, Raiden interrompe lo scontro e spiega quanto ha appena scoperto a Liu Kang e a tutti gli altri presenti. A questo punto, però, la malvagia Kronika fa la sua comparsa, ferma il tempo e rapisce Liu Kang, portandolo nella sua Clessidra: qui, l'energia vitale del Liu Kang del passato viene assorbita dalla sua versione Revenant del presente.
Più determinati che mai gli eroi, grazie a Charon, raggiungono il Regno Occulto e danno inizio a un attacco congiunto della Terra e del Regno Esterno contro la Clessidra di Kronika, guidato da Raiden, Scorpion, Sub-Zero, Cassie, Jacqui, Jax, Kung Lao, Kitana, Sheeva, Jade e Baraka. Raiden sconfigge il Jax del presente, riportandolo dalla parte degli eroi, poi mette permanentemente fuori gioco Geras facendolo sprofondare nel Mare di Sangue; infine, sconfigge Frost e la disattiva, spegnendo con essa anche tutti i Cyber Lin Kuei. Arriva in seguito la versione Revenant del presente di Liu Kang, che attacca Raiden: il dio sconfigge il suo vecchio amico ma decide di risparmiarlo e usa i propri poteri per fondere sé stesso e le due versioni di Liu Kang, trasformando quest'ultimo nel Dio del Tuono e del Fuoco. Grazie a questo nuovo potere, Liu Kang,insieme a Kitana e Kung Lao, fa breccia nella Clessidra di Kronika; questa riavvolge però il tempo per tutti tranne che per Liu Kang, protetto dal potere di Raiden in lui. Il monaco è quindi costretto a proseguire da solo; egli sconfigge i Revenant e poi Cetrion, la cui anima viene quindi assorbita da Kronika. Si scatena così una battaglia il cui esito finale lascia aperti tre possibili finali:
- Se il giocatore perde ben due round, Kronika decapita Liu Kang e dà inizio alla Nuova Era.
- Se il giocatore vince la battaglia ma perde un round (e quindi Liu Kang vince mentre i due sono nell'Alba dei Tempi), Liu Kang cristallizza Kronika e la distrugge. A quel punto appare Raiden, ora un mortale, che lo considera degno di divenire il nuovo protettore della Terra, dicendogli che le sabbie del tempo ora sono in mano sua. Liu Kang gli dice che non può gestire il destino di tutti i reami da solo, e Raiden gli risponde che lo aiuterà a plasmare il tempo finché la sua mortalità glielo permetterà. Questo finale viene ripreso nell'espansione DLC Aftermath, il che lo rende il finale canonico.
- Se il giocatore vince la battaglia senza perdere nemmeno un round (e quindi Liu Kang vince mentre i due sono nell'Età Preistorica), il finale è identico, ma con la sostanziale differenza che Raiden gli consiglia di scegliere un compagno con il quale condividere la sua avventura. Liu Kang sceglie Kitana e i due si rivedono nell'Alba dei Tempi, dove entrambi potranno riforgiare la storia in qualità di Signori del Tempo e Protettori della Terra.

### Aftermath
Mentre Liu Kang sta per riscrivere la storia sotto la supervisione di Raiden, da un portale giunge l'anziano stregone Shang Tsung, insieme al Nightwolf del passato e al fratello di Raiden, il Dio del Vento Fujin. I tre erano stati confinati nel Vuoto per essersi opposti a Kronika, la cui morte ha permesso loro di uscire. Shang Tsung spiega che, avendo un tempo lavorato per Kronika, conosce tutti i suoi segreti, e che non è possibile dare inizio a una Nuova Era senza la Corona delle Anime che Liu Kang ha inavvertitamente distrutto insieme a lei. Shang Tsung propone quindi a Liu Kang di rimandare lui e i suoi alleati indietro nel tempo, per recuperare la Corona prima che lo faccia Cetrion. Nonostante la diffidenza di Raiden nei confronti dello stregone, Liu Kang accetta, dopo aver segretamente rivelato il suo piano a Fujin. I tre vengono quindi mandati indietro nel tempo e si ritrovano nel Colosseo dell'Outworld, dove sta infuriando lo scontro tra Shao Kahn e gli alleati di Kitana, che termina infine con la vittoria di quest'ultimo schieramento. Mentre i tre si allontanano, cercando di non dare nell'occhio, vengono visti da Kollector, ma Nightwolf lo sconfigge. Dato che ormai Kronika può averli individuati, Shang Tsung propone di resuscitare Sindel, per reclutarla alla loro causa e farle combattere Cetrion. I tre dovranno vedersela con diversi nemici per riuscire a rintracciare il Revenant di Sindel, ma l'abilità guerriera di Nightwolf permette di riuscire nell'impresa.
Con l'aiuto di Sheeva, da sempre fedele protettrice dell'Imperatrice, il gruppo riesce a portare la salma di Sindel nella Camera delle Anime per riportare in vita la donna, ma rimane coinvolto in uno scontro con Erron, Baraka e i Tarkata all'interno della Fossa della Morte. Sheeva è costretta a combattere contro Kitana mentre, nella Camera delle Anime, Fujin e Shang Tsung completano il rituale per riportare in vita Sindel, la quale riabbraccia sua figlia spiegandole che, pur non avendo mai amato Shao Kahn, non l'avrebbe mai abbandonata ed era stato Quan Chi, in seguito a un conflitto politico, a ucciderla per poi inscenare il suo suicidio. Il gruppo, insieme alla nuova entrata, raggiunge quindi l'Isola di Shang Tsung, dove viene però intercettato da Cetrion e dagli altri scagnozzi di Kronika. La dea anziana, che ha appreso il loro piano, viene sconfitta da Sindel mentre Fujin e Shang Tsung recuperano la Corona e la portano al Raiden del passato e al suo gruppo, al quale si è appena unito Scorpion. Ancora una volta, però, arriva Kronika che ferma il tempo per tutti tranne che per Shang Tsung, Fujin e Raiden, consigliando a quest'ultimo di non fidarsi dello stregone, il quale sta chiaramente agendo per suo interesse personale e che conosce benissimo i poteri della Corona, avendola creata lui stesso.
I tre riescono a respingere Kronika con il potere della Corona, indossata da Fujin, dopodiché si preparano a salpare alla volta della Clessidra con i loro alleati, mentre Raiden si prepara a un eventuale tradimento di Shang Tsung. Nel frattempo Sindel, che ha mentito a sua figlia Kitana e rinnega la sua autorità, libera suo marito Shao Kahn (accecato da Kitana) di cui era sempre stata innamorata, e lo conduce alla Camera delle Anime: qui, l'ex imperatore recupera la vista e le forze e, insieme alla moglie, elimina Geras, che intendeva reclutarli tra le forze di Kronika. Con l'esercito degli shokan dalla loro parte, Shao Kahn e Sindel attaccano le navi delle Forze Speciali sconfiggendo e facendo prigionieri Cassie e le versioni passate di Sonya e Johnny Cage, per poi assaltare la flotta di Kitana. A bordo della nave, Sindel sconfigge senza pietà sua figlia mentre Shao Kahn uccide Kotal e ferisce brutalmente Liu Kang, a tal punto che anche il suo Revenant, che stava per affrontare Raiden, inizia a risentirne.
Quando Shao Kahn giunge sull'isola di Kronika attaccando gli alleati del Regno della Terra, Raiden, per poterlo fermare, si fa dare da Fujin la Corona; solo all'arrivo del vero Raiden, Fujin comprende che quello che credeva il Dio del Tuono era in realtà Shang Tsung camuffato. Grazie al potere della Corona della Anime, Shang Tsung ringiovanisce e sconfigge Nightwolf, Fujin e Raiden, assorbendo le loro anime ma mantenendoli in vita di proposito per riservagli future sofferenze. In seguito, sconfigge i restanti Revenant con l'aiuto di Shao Kahn e Sindel, per poi tradire anche questi ultimi e ottenere le loro anime. Più forte che mai, Shang Tsung affronta Kronika, eliminando e assorbendo anche lei, per poi prepararsi a dare inizio alla sua Nuova Era. Proprio in quel momento, però, da un portale giunge il Dio del Fuoco Liu Kang, il quale spiega che non si era mai fidato di Shang Tsung ma che, grazie a una visione della Clessidra, sapeva che solo lui poteva preservare la Corona e allo stesso tempo sconfiggere Kronika. Così lo ha lasciato procedere, seguendo il piano precedentemente rivelato a Fujin: lasciar vincere Shang Tsung, a costo della vita dei suoi amici, con l'intento di fermarlo alla fine di tutto e poi riscrivere la storia rimediando ai suoi danni. I due si preparano così allo scontro finale il cui esito, che dipende dalla scelta del giocatore, porta a due diversi finali.
- Se Shang Tsung vince lo scontro, questi uccide Liu Kang e dà inizio alla sua Nuova Era. Vediamo quindi Shang Tsung seduto su un trono mentre i suoi servitori, Raiden e Fujin, rivelano che hanno già conquistato il Regno della Terra, il Regno Esterno e il Regno Occulto e che presto anche i Regni del Caos e dell'Ordine, con tutti gli altri, saranno soggiogati sotto la sua autorità.
- Se Liu Kang vince lo scontro, il Dio del Fuoco elimina Shang Tsung promettendogli che non ci sarà posto per lui nella Nuova Era e, con la Corona in suo possesso, comincia a riscrivere la storia. Nella nuova linea temporale, il Dio Liu Kang fa visita al Grande Kung Lao all'accademia Wu Shi e lo sceglie come proprio campione, con l'intento di addestrarlo in vista del prossimo torneo.

## Modalità di gioco
Come il suo predecessore, Mortal Kombat 11 è un picchiaduro a 2.5D, ma presenta numerose innovazioni rispetto al gioco precedente. Oltre alle Fatality, alle Brutality (provenienti da Ultimate Mortal Kombat 3) e alle Mercy (quest'ultime già presenti in MK3), il gameplay introduce anche il "Colpo Fatale" (Fatal Blow), che si attiva quando la salute scende al di sotto del 30%, e un "Colpo Schiacciante" (Krushing Blow), versione aggiornata,  simile alle estetiche delle mosse Xray, si attiva dopo aver soddisfatto alcuni requisiti. Quando eseguiti questi Krushing Blow, eseguibili una sola volta per incontro, provocano effetti diversi, come un danno col tempo, l'aumento del danno singolo inflitto o l'apertura di una nuova combo. Altra nuova meccanica è la "Parata Perfetta" (Flawless Block), che permette un contrattacco dopo aver bloccato un attacco con un tempismo preciso. Ogni personaggio possiede un set unico di costumi e armi, che possono essere ulteriormente personalizzati dai giocatori grazie alla nuova Variazione Personalizzata, che permette di creare nuove variazioni per i personaggi.
Tra i personaggi che ritornano dai precedenti episodi troviamo i veterani della serie Sonya Blade, Johnny Cage, Noob Saibot, Baraka, Sub-Zero, Raiden, Scorpion, Kano, Kabal, Jax, Jade, Shao Kahn, Kitana, Liu Kang e Kung Lao; a loro si aggiungono Frost, discepola di Sub-Zero introdotta in Mortal Kombat: Deadly Alliance, Skarlet, che ha esordito come personaggio giocabile DLC in Mortal Kombat IX, e cinque personaggi introdotti nello scorso capitolo, ossia Cassie Cage, Jacqui Briggs, D'Vorah, Kotal Kahn ed Erron Black. Fanno invece il loro esordio tre personaggi giocabili inediti nella serie: Geras, seguace di Kronika che possiede il potere di controllare lo scorrere del tempo e la sabbia; Kollector, seguace di Shao Kahn; e Cetrion, Dea Anziana e guardiana della Natura. Altro personaggio introdotto nel gioco (ma non giocabile) è il boss finale Kronika, una Titana in grado di controllare lo scorrere del tempo come il suo servo Geras, oltre che (secondo alcuni) aver manipolato la linea temporale fin dagli inizi della serie; stando a Ed Boon, è il primo boss femminile della serie. Le varie modalità nel gioco sono Storia, Torre del Tempo, Torre Klassica, e la Kripta (dove è possibile spendere anche i Time Krystals).

### I Time Krystals
I Cristalli del Tempo sono una valuta che si acquisisce con denaro vero o durante la Kombat League online; La Torre Il Guanto oppure salendo di livello il Profilo Giocatore: con questi cristalli è possibile personalizzare i propri combattenti comprando varie skin, equipaggiamenti, abilità speciali, animazioni introduttive e di vittoria, provocazioni e brutality; questi sono comunque sbloccabili anche nel corso del gioco utilizzando altre valute come monete, anime e cuori, accumulabili gratuitamente giocando nelle Torri del Tempo o nella Kripta.
La NetherRealm garantisce che il gioco non include loot box e che non è un pay to win.

### Personaggi
| Classici | Nuovi                                              | DLC                                                                              | DLC                                                                  |
| --- | -------------------------------------------------- | -------------------------------------------------------------------------------- | -------------------------------------------------------------------- |
| Baraka Cassie Cage D'Vorah Erron Black Frost Jacqui Briggs Jade Jax Briggs Johnny Cage Kabal Kano Kitana Kotal Kahn Kung Lao Liu Kang Noob Saibot Raiden Scorpion Skarlet Sonya Blade Sub-Zero | Cetrion Geras Kollector Boss non giocabile Kronika | Kombat Pack 1 Shang Tsung Nightwolf The Terminator Sindel Joker Spawn Shao Kahn◆ | Kombat Pack 2 Rain Mileena John Rambo Aftermath Fujin Sheeva RoboCop |
| Konsumabili (Kameo Fighters) |                                                    |                                                                                  |                                                                      |
| Cyrax, Sektor (e tutti i personaggi giocabili sopra elencati) |                                                    |                                                                                  |                                                                      |

◆ Personaggio sbloccabile tramite pre-ordine o incluso nelle successive edizioni.

#### Konsumabili
Sono lottatori di supporto che il giocatore può scegliere a suo piacere, hanno quattro mosse d'attacco, vengono definiti consumabili perché bisogna spendere, utilizzare un oggetto (reperibile nella Kripta o Torri del Tempo) per poterli usare durante il match. Questa opzione rappresenta una prima iterazione di quello che poi verrà definito Kameo Fighters in Mortal Kombat 1.

## Doppiatori
Doppiaggio eseguito dalla Jinglebell Communications.
| Personaggio      | Doppiatore originale                             | Doppiatore italiano                                           |
| ---------------- | ------------------------------------------------ | ------------------------------------------------------------- |
| Johnny Cage      | Andrew Bowen                                     | Luca Sandri                                                   |
| Baraka           | Steven Blum                                      | Renzo Ferrini                                                 |
| Kotal Kahn       | Phil LaMarr                                      | Marco Balbi                                                   |
| Shao Kahn        | Ike Amadi                                        | Matteo Brusamonti                                             |
| Kollector        | Andrew Morgado                                   | Oliviero Corbetta                                             |
| Skarlet          | Beata Pozniak                                    | Katia Sorrentino                                              |
| Shang Tsung      | Cary-Hiroyuki Tagawa                             | Diego Baldoin                                                 |
| Geras            | Dave B. Mitchell                                 | Marco Pagani                                                  |
| Cassie Cage      | Erica Lindbeck                                   | Chiara Francese                                               |
| Cyrax            | Ike Amadi                                        | Tony Sansone                                                  |
| Sub-Zero         | Steven Blum                                      | Mario Zucca                                                   |
| Erron Black      | Troy Baker                                       | Lorenzo Scattorin                                             |
| Sonya Blade      | Ronda Rousey                                     | Beatrice Caggiula                                             |
| Noob Saibot      | Sean Chiplock                                    | Marcello Moronesi                                             |
| Jacqui Briggs    | Megalyn Echikunwoke                              | Tania De Domenico                                             |
| Kitana           | Kari Wahlgren                                    | Jolanda Granato                                               |
| Frost            | Sara Cravens                                     | Francesca Perilli                                             |
| Sektor           | Dave B. Mitchell                                 | Marco Balzarotti                                              |
| Jade             | Mela Lee                                         | Ilaria Egitto                                                 |
| Scorpion         | Ron Yuan                                         | Stefano Albertini                                             |
| Kung Lao         | Sunil Mahotra                                    | Alessandro Zurla                                              |
| D'Vorah          | Kelly Hu                                         | Caterina Rochira                                              |
| Jax Briggs       | William-Christopher Stevens                      | Renzo Ferrini                                                 |
| Kano             | JB Blanc                                         | Luca Ghignone                                                 |
| Kharon           | Sean Chiplock                                    | Marco Balzarotti                                              |
| Dei Anziani      | Ed Boon John Tobias Jamieson Price Patrick Seitz | Oliviero Corbetta Marina Thovez Paolo De Santis Pietro Ubaldi |
| Kabal            | Jonathan Cahill                                  | Silvio Pandolfi                                               |
| Sheeva           | Vanessa Marshall                                 | Marina Thovez                                                 |
| Liu Kang         | Matthew Yang King                                | Matteo Zanotti                                                |
| Raiden           | Richard Epcar                                    | Claudio Moneta                                                |
| Shinnok          | Troy Baker                                       | Lorenzo Scattorin                                             |
| Cetrion          | Mary Elizabeth McGlynn                           | Renata Bertolas                                               |
| Kronika          | Jennifer Hale                                    | Patrizia Mottola                                              |
| Nightwolf        | Daniel Lujan                                     | Francesco Rizzi                                               |
| Spawn            | Keith David                                      | Vittorio Bestoso                                              |
| Joker            | Richard Epcar                                    | Riccardo Peroni                                               |
| Terminator T-800 | Chris Cox                                        | Alessandro Rossi                                              |
| Sindel           | Mara Junot                                       | Cinzia Massironi                                              |
| Fujin            | Matthew Yang King                                | Alessandro Capra                                              |
| Robocop          | Peter Weller                                     | Tony Sansone                                                  |
| Mileena          | Kari Wahlgren                                    | Jolanda Granato                                               |
| Rain             | Dempsey Pappion                                  | Francesco Mei                                                 |
| John Rambo       | Sylvester Stallone                               | Maurizio Di Girolamo                                          |

## Espansioni
- Mortal Kombat 11: Aftermath Kollection è un DLC pubblicato il 26 maggio 2020 per PS4, Xbox One, Steam (PC), Nintendo Switch e Google Stadia. Include il gioco base, il Kombat Pack, l'espansione Aftermath e tutti gli altri contenuti pubblicati prima della medesima data di pubblicazione. La versione fisica è uscita solo per il mercato americano a giugno 2020.[20]
- Mortal Kombat 11 Ultimate  è un DLC pubblicato il 17 novembre 2020 per PS4, Xbox One, Steam (PC), Nintendo Switch e Google Stadia. Include tutti i contenuti pubblicati prima della medesima data di pubblicazione più il Kombat Pack 2. La versione fisica è uscita in contemporanea mondiale a dicembre 2020. I possessori del gioco possiedono anche la versione gratuita su Xbox Series X/S o PS5.[21]

## Collaborazioni
Alla Toy Fair 2019, è stata annunciata la collaborazione con la McFarlane Toys che svilupperà le action figures di Raiden e Johnny Cage come promozione del gioco; in seguito, lo stesso titolare della società di giocattoli, il fumettista Todd McFarlane, ha fatto intuire in un'intervista che uno dei suoi personaggi più famosi, Spawn, farà parte dei DLC come lottatore giocabile.
A DJ Dimitri Vegas fu affidato l'arrangiamento musicale di alcuni video promozionali come YOU'RE NEXT e Techno Syndrome Remix. Successivamente Ed Boon decise di realizzare una skin con le sembianze del DJ, chiamata Dimitri Vegas Sub-Zero e resa gratuita dal 22 agosto 2019, In tale data Dimitri partecipò anche a un live gameplay dove sfidò l'attore Hafþór Júlíus Björnsson La Montagna di Game of Thrones.

### Mortal KombatMobile
È un gioco per smartphone e altri dispositivi portatili, pubblicato nel 2015 con il nome Mortal Kombat X poi in seguito a un aggiornamento cambia il nome In Mortal Kombat mobile. Il giocatore che collega entrambe le versioni del gioco (ossia quella mobile e quella fisica di Mortal Kombat 11) allo stesso account riceve, nella versione PC e console, vari bonus come la voce di Kronika che fa da annunciatore su Mortal Kombat 11 e altri consumabili quotidiani, mentre sulla versione mobile riceve un personaggio gratuito da Mortal Kombat 11 e quotidianamente 40 Anime i primi 30 giorni, e successivamente 5 Anime al giorno per un tempo indefinito.

### Beneficenza
Dal 15 luglio al 5 agosto 2023, con Humble Bundles collabora al bundle At-Home Arcade concedendo Mortal Kombat 11: Ultimate Edition per sostenere la Raiden Science Foundation. Tutti i giochi sono riscattabili su Steam.

## Accoglienza

### Critica
| Testata                           | Versione      | Giudizio |
| --------------------------------- | ------------- | -------- |
| Metacritic (media al 20/10/2022)  | PlayStation 4 | 82/100   |
| Metacritic (media al 20/10/2022)  | PlayStation 5 | 88/100   |
| Metacritic (media al 20/10/2022)  | Xbox ONE      | 86/100   |
| Metacritic (media al 20/10/2022)  | Xbox Serie X  | 88/100   |
| Metacritic (media al 20/10/2022)  | Switch        | 78/100   |
| Metacritic (media al 20/10/2022)  | PC            | 82/100   |
| GameRankings (media al 9/11/2019) | PlayStation 4 | 83%      |
| GameRankings (media al 9/11/2019) | Xbox ONE      | 84%      |
| GameRankings (media al 9/11/2019) | Switch        | 72%      |
| GameRankings (media al 9/11/2019) | PC            | 82%      |
| OpenCritic (media al 31/8/2021)   | collettivo    | 89/100   |
| Destructoid                       | PS4           | 7/10     |
| GameSpot                          | PS4           | 8/10     |
| GamesRadar+                       | PS4           | 4/5      |
| IGN                               | PS4           | 9/10     |
| Jeuxvideo.com                     | PS4           | 18/20    |
| Metro                             | PS4           | 8/10     |
| Push Square                       | PS4           | 7/10     |
| PC World                          | PC            | 3,5/5    |
| PC Gamer (USA)                    | PC            | 85/100   |

Mortal Kombat 11 ha ricevuto un'accoglienza favorevole dalla critica, secondo le recensioni aggregate del sito Metacritic, calcolando un punteggio medio di 83/100 per PlayStation 4 e 89/100 per Xbox One. IGN ne ha lodato il combattimento a ritmo più pacato rispetto al gioco precedente, così come il tutorial espanso, la modalità storia e la modalità online migliorata, ma anche criticato il sistema di progressi e sbloccaggio di oggetti di personalizzazione, da essa giudicati "pesanti in maniera frustrante".

### Vendite
Nel Nord America, Mortal Kombat 11 è stato il videogioco più venduto del mese di aprile, e il secondo videogioco più venduto finora nel 2019, superato da Kingdom Hearts III. Insieme a Fortnite, il gioco ha venduto un numero di copie digitali tali da raggiungere il valore totale di 8,8 miliardi di dollari nel solo mese di aprile.
In data 26 luglio 2021, Ed Boon ha dichiarato che Mortal Kombat 11 ha venduto oltre 12 milioni di copie nel mondo.
In aprile 2023, Matt Welsh ex Global Brand Manager di Warner Bros. Entertainment, dichiara attraverso il suo profile LinkedIn che il gioco ha generato oltre 500 milioni di dollari in profitti.

## Riconoscimenti
| Anno | Premio                      | Categoria                               | Esito           | Nota          |
| ---- | --------------------------- | --------------------------------------- | --------------- | ------------- |
| 2019 | 2019 Golden Joystick Awards | Miglior Storia                          | Candidato/a     | [ 50 ]        |
| 2019 | 2019 Golden Joystick Awards | Best Multiplayer Game                   | Candidato/a     | [ 50 ]        |
| 2019 | The Game Awards 2019        | Miglior Picchiaduro                     | Candidato/a     | [ 51 ]        |
| 2020 | 23rd Annual D.I.C.E. Awards | Musiche                                 | Candidato/a     | [ 52 ] [ 53 ] |
| 2020 | 23rd Annual D.I.C.E. Awards | Outstanding Achievement in Audio Design | Candidato/a     | [ 52 ] [ 53 ] |
| 2020 | 23rd Annual D.I.C.E. Awards | Picchiaduro dell'Anno                   | Vincitore/trice | [ 52 ] [ 53 ] |
| 2020 | NAVGTR Awards               | Picchiaduro Franchise                   | Candidato/a     | [ 54 ]        |
| 2020 | SXSW Gaming Awards          | Excellence in Animation                 | Candidato/a     | [ 55 ]        |
| 2020 | SXSW Gaming Awards          | Excellence in Multiplayer               | Candidato/a     | [ 55 ]        |
| 2020 | SXSW Gaming Awards          | Excellence in SFX                       | Candidato/a     | [ 55 ]        |
| 2020 | 18th Annual G.A.N.G. Awards | Audio of the Year                       | Candidato/a     | [ 56 ]        |
| 2020 | 18th Annual G.A.N.G. Awards | Sound Design of the Year                | Candidato/a     | [ 56 ]        |
| 2020 | 18th Annual G.A.N.G. Awards | Best Original Instrumental              | Candidato/a     | [ 56 ]        |
| 2020 | The Game Awards 2020        | Miglior Picchiaduro                     | Vincitore/trice | [ 57 ]        |
| 2021 | 24rd Annual D.I.C.E. Awards | Miglior Picchiaduro                     | Vincitore/trice | [ 58 ]        |